# Francis Mallmann
Francisco José Mallmann dit Francis Mallmann, né le 14 janvier 1956 à Acassuso (province de Buenos Aires, Argentine), est un cuisinier et auteur culinaire argentin, spécialisé dans la cuisine argentine et en particulier patagonne. 

## Biographie
Francisco José Mallmann naît le 14 janvier 1956 à Acassuso (province de Buenos Aires, Argentine) où vivent ses grands-parents. Après quelques années à Chicago, il grandit à Bariloche, en Patagonie, où son père travaille. Il commence à travailler comme cuisinier sur un bateau de tourisme sur le lac Nahuel Huapi en 1970. À la fin des années 1970, il travaille pendant plus de deux ans à Paris pour apprendre la cuisine auprès de plusieurs chefs dont Alain Chapel. 
De retour en Argentine, il donne des cours de cuisine et ouvre un restaurant à Palermo, dans le nord-est de Buenos Aires. En 1984, il publie son premier livre de cuisine, La Cocina al instante. Il présente une émission culinaire à la télévision argentine au cours des années 1980-1990, depuis son restaurant de Palermo en hiver et à Punta del Este en été. Il est aujourd'hui l'un des chefs les plus populaires d'Argentine ; il est propriétaire de nombreux restaurants, en Argentine (dont le restaurant Patagonia Sur) mais aussi en Uruguay, au Chili, à Miami (États-Unis) et en France. Il est en particulier réputé pour ses grillades au feu de bois de viandes et de poissons. 
En 2016, il a fait l'objet d'un épisode de la série documentaire Chef's Table. 
Sa technique de cuisson au feu est au centre d'une épreuve de la saison 13 de Top Chef, diffusée sur M6 et RTL-TVI en 2022.